# Хазем Емам
Хазем Мухамед Ехія Емам (араб. حازم محمد يحيى إمام, нар. 10 травня 1975, Каїр) — єгипетський футболіст, що грав на позиції півзахисника, зокрема за «Замалек» та національну збірну Єгипту.

## Клубна кар'єра
Народився 10 травня 1975 року в Каїрі. Вихованець футбольної школи клубу «Замалек». Дорослу футбольну кар'єру розпочав 1993 року в основній команді того ж клубу, в якій провів три сезони.
1996 року перебрався до Європи, ставши гравцем італійського «Удінезе». До основного складу команди з Удіне не пробився і за два наступні сезони провів за неї лише 11 ігор у чемпіонаті. Згодом відіграв два сезони в оренді за нідерландський «Де Графсхап».
2001 року повернувся до рідного «Замалека», за який відіграв заключні сім сезонів своєї ігрової кар'єри.

## Виступи за збірну
1995 року дебютував в офіційних матчах у складі національної збірної Єгипту.
У складі збірної був учасником Кубка африканських націй 1996 року в ПАР та Кубка африканських націй 1998 року в Буркіна Фасо. На другому із цих турнірів єгиптяни здобили титул континентальних чемпіонів, що надало їм право участі у  розіграші Кубка конфедерацій 1999 року в Мексиці, де Емам, як і на попередніх турнірах, був серед гравців основного складу.
Згодом брав у часть ще у трьох континентальних першостях — 2000 року в Малі, 2002 року в Гані та Нігерії, а також 2004 року в Тунісі.
Загалом протягом кар'єри в національній команді, яка тривала 11 років, провів у її формі 87 матчів, забивши 16 голів.
| Дата       | Місто             | Господарі          | Результат               | Гості             | Турнір                                      | Голи | Примітки         |
| ---------- | ----------------- | ------------------ | ----------------------- | ----------------- | ------------------------------------------- | ---- | ---------------- |
| 24-11-1995 | Ммабато           | ПАР                | 2 – 0                   | Єгипет            | товариський матч                            | -    |                  |
| 26-11-1995 | Йоганнесбург      | Замбія             | 1 – 3                   | Єгипет            | товариський матч                            | -    |                  |
| 8-1-1996   | Ісмаїлія          | Туніс              | 1 – 2                   | Єгипет            | товариський матч                            | 1    |                  |
| 15-1-1996  | Йоганнесбург      | Єгипет             | 2 – 1                   | Ангола            | Кубок африканських націй 1996 - 1-й етап    | -    |                  |
| 18-1-1996  | Йоганнесбург      | Камерун            | 2 – 1                   | Єгипет            | Кубок африканських націй 1996 - 1-й етап    | -    | 89'              |
| 24-1-1996  | Йоганнесбург      | ПАР                | 0 – 1                   | Єгипет            | Кубок африканських націй 1996 - 1-й етап    | -    | 85'              |
| 27-1-1996  | Йоганнесбург      | Замбія             | 3 – 1                   | Єгипет            | Кубок африканських націй 1996 - чвертьфінал | -    |                  |
| 8-11-1996  | Каїр              | Єгипет             | 7 – 1                   | Намібія           | Відбір до ЧС 1998                           | -    |                  |
| 8-6-1997   | Каїр              | Єгипет             | 0 – 0                   | Туніс             | Відбір до ЧС 1998                           | -    |                  |
| 14-6-1997  | Сувон             | Єгипет             | 0 – 0                   | Югославія         | товариський матч                            | -    |                  |
| 16-6-1997  | Сеул              | Єгипет             | 2 – 0                   | Гана              | товариський матч                            | 1    |                  |
| 21-6-1997  | Рабат             | Марокко            | 1 – 0                   | Єгипет            | Відбір до Кубка африканських націй 1998     | -    | Замінений        |
| 13-7-1997  | Каїр              | Єгипет             | 2 – 0                   | Сенегал           | Відбір до Кубка африканських націй 1998     | 1    |                  |
| 27-7-1997  | Каїр              | Єгипет             | 8 – 1                   | Ефіопія           | Відбір до Кубка африканських націй 1998     | 3    | Замінений        |
| 17-8-1997  | Каїр              | Єгипет             | 5 – 0                   | Ліберія           | Відбір до ЧС 1998                           | 1    | 75'              |
| 3-12-1997  | Каїр              | Єгипет             | 3 – 2                   | Гана              | товариський матч                            | 1    |                  |
| 24-12-1997 | Александрія       | Єгипет             | 1 – 2                   | Алжир             | товариський матч                            | -    |                  |
| 25-1-1998  | Бангкок           | Таїланд            | 1 – 1                   | Єгипет            | товариський матч                            | -    |                  |
| 27-1-1998  | Бангкок           | Південна Корея     | 2 – 0                   | Єгипет            | товариський матч                            | -    |                  |
| 30-1-1998  | Бангкок           | Єгипет             | 1 – 1 (4 – 5 п.п.)      | Південна Корея    | товариський матч                            | -    |                  |
| 10-2-1998  | Бобо-Діуласо      | Єгипет             | 2 – 0                   | Мозамбік          | Кубок африканських націй 1998 - 1-й етап    | -    | 81'              |
| 13-2-1998  | Бобо-Діуласо      | Єгипет             | 4 – 0                   | Замбія            | Кубок африканських націй 1998 - 1-й етап    | -    | 80'              |
| 17-2-1998  | Уагадугу          | Марокко            | 1 – 0                   | Єгипет            | Кубок африканських націй 1998 - 1-й етап    | -    | 82'              |
| 21-2-1998  | Уагадугу          | Кот-д'Івуар        | 0 – 0 д.ч. (4 – 5 п.п.) | Єгипет            | Кубок африканських націй 1998 - чвертьфінал | -    |                  |
| 25-2-1998  | Бобо-Діуласо      | Єгипет             | 2 – 0                   | Буркіна-Фасо      | Кубок африканських націй 1998 - півфінал    | -    |                  |
| 28-2-1998  | Уагадугу          | ПАР                | 0 – 2                   | Єгипет            | Кубок африканських націй 1998 - Фінал       | -    | 55'              |
| 16-9-1998  | Каїр              | Єгипет             | 0 – 0                   | Кот-д'Івуар       | товариський матч                            | -    |                  |
| 23-9-1998  | Таллінн           | Естонія            | 2 – 2                   | Єгипет            | товариський матч                            | 1    |                  |
| 29-9-1998  | Куманово (община) | Північна Македонія | 2 – 2                   | Єгипет            | товариський матч                            | -    |                  |
| 28-10-1998 | Осака             | Японія             | 1 – 0                   | Єгипет            | товариський матч                            | -    | 46'              |
| 16-12-1998 | Кейптаун          | ПАР                | 2 – 1                   | Єгипет            | товариський матч                            | -    |                  |
| 27-12-1998 | Ель-Кувейт        | Кувейт             | 1 – 1                   | Єгипет            | товариський матч                            | -    |                  |
| 16-2-1999  | Гонконг           | Єгипет             | 3 – 1                   | Болгарія          | товариський матч                            | 1    | Замінений        |
| 30-3-1999  | Льєж              | Бельгія            | 0 – 1                   | Єгипет            | товариський матч                            | 1    | 90'              |
| 29-6-1999  | Хараре            | Зімбабве           | 1 – 1                   | Єгипет            | товариський матч                            | 1    |                  |
| 10-7-1999  | Мехіко            | Єгипет             | 1 – 1                   | Нова Зеландія     | товариський матч                            | 1    |                  |
| 15-7-1999  | Гвадалахара       | Єгипет             | 1 – 0                   | Нова Зеландія     | товариський матч                            | -    |                  |
| 25-7-1999  | Мехіко            | Болівія            | 2 – 2                   | Єгипет            | Кубок Конфедерацій                          | -    | 84'              |
| 27-7-1999  | Мехіко            | Мексика            | 2 – 2                   | Єгипет            | Кубок Конфедерацій                          | -    |                  |
| 29-7-1999  | Мехіко            | Єгипет             | 1 – 5                   | Саудівська Аравія | Кубок Конфедерацій                          | -    | 36', 37'         |
| 12-11-1999 | Каїр              | Єгипет             | 1 – 2                   | Гана              | товариський матч                            | -    | Замінений        |
| 15-11-1999 | Каїр              | Єгипет             | 1 – 0                   | Намібія           | товариський матч                            | -    | Замінений        |
| 4-1-2000   | Асуан             | Єгипет             | 2 – 1                   | Того              | товариський матч                            | -    | Вийшов на заміну |
| 6-1-2000   | Асуан             | Єгипет             | 4 – 0                   | Габон             | товариський матч                            | -    | Замінений        |
| 9-1-2000   | Абіджан           | Кот-д'Івуар        | 2 – 0                   | Єгипет            | товариський матч                            | -    | Вийшов на заміну |
| 28-1-2000  | Кано              | Сенегал            | 0 – 1                   | Єгипет            | Кубок африканських націй 2000 - 1-й етап    | -    | 85'              |
| 1-2-2000   | Кано              | Єгипет             | 4 – 2                   | Буркіна-Фасо      | Кубок африканських націй 2000 - 1-й етап    | -    | ЖК               |
| 20-4-2000  | Каїр              | Єгипет             | 2 – 0                   | Маврикій          | Відбір до ЧС 2002                           | -    | 73'              |
| 23-4-2000  | Александрія       | Єгипет             | 4 – 2                   | Маврикій          | Відбір до ЧС 2002                           | -    | 58'              |
| 7-6-2000   | Тегеран           | Іран               | 1 – 1 (7 – 8 п.п.)      | Єгипет            | товариський матч                            | -    | 46'              |
| 9-6-2000   | Сеул              | Південна Корея     | 1 – 0                   | Єгипет            | товариський матч                            | -    | 81'              |
| 17-6-2000  | Каїр              | Єгипет             | 2 – 0                   | Гана              | товариський матч                            | -    | Замінений        |
| 9-7-2000   | Дакар             | Сенегал            | 0 – 0                   | Єгипет            | Відбір до ЧС 2002                           | -    | 57' 63'          |
| 6-1-2001   | Каїр              | Єгипет             | 2 – 1                   | ОАЕ               | товариський матч                            | -    | ЖК · Замінений   |
| 9-1-2001   | Каїр              | Єгипет             | 3 – 0                   | Замбія            | товариський матч                            | -    | Вийшов на заміну |
| 14-1-2001  | Каїр              | Єгипет             | 4 – 0                   | Лівія             | Відбір до ЧС 2002                           | -    | 70'              |
| 17-1-2001  | Тегеран           | КНР                | 0 – 0 (1 – 3 п.п.)      | Єгипет            | товариський матч                            | -    |                  |
| 23-1-2001  | Каїр              | Єгипет             | 1 – 0                   | Північна Корея    | товариський матч                            | -    | Вийшов на заміну |
| 28-1-2001  | Каїр              | Єгипет             | 0 – 0                   | Марокко           | Відбір до ЧС 2002                           | -    | 46'              |
| 24-2-2001  | Віндгук           | Намібія            | 1 – 1                   | Єгипет            | Відбір до ЧС 2002                           | -    |                  |
| 11-3-2001  | Каїр              | Єгипет             | 5 – 2                   | Єгипет            | Відбір до ЧС 2002                           | -    | 82'              |
| 26-4-2001  | Каїр              | Єгипет             | 1 – 2                   | Південна Корея    | товариський матч                            | -    | Вийшов на заміну |
| 30-12-2001 | Доха              | Катар              | 2 – 2                   | Єгипет            | товариський матч                            | -    | 46'              |
| 11-1-2002  | Каїр              | Єгипет             | 2 – 2                   | Буркіна-Фасо      | товариський матч                            | -    | Замінений        |
| 20-1-2002  | Бамако            | Єгипет             | 0 – 1                   | Сенегал           | Кубок африканських націй 2002 - 1-й етап    | -    | 75'              |
| 25-1-2002  | Бамако            | Єгипет             | 1 – 0                   | Туніс             | Кубок африканських націй 2002 - 1-й етап    | 1    | 71'              |
| 31-1-2002  | Бамако            | Єгипет             | 2 – 1                   | Замбія            | Кубок африканських націй 2002 - 1-й етап    | 1    |                  |
| 4-2-2002   | Сікассо           | Камерун            | 1 – 0                   | Єгипет            | Кубок африканських націй 2002 - чвертьфінал | -    |                  |
| 20-11-2002 | Туніс (місто)     | Туніс              | 0 – 0                   | Єгипет            | товариський матч                            | -    | Замінений        |
| 16-12-2002 | Абу-Дабі          | ОАЕ                | 1 – 2                   | Єгипет            | товариський матч                            | -    | Вийшов на заміну |
| 22-12-2002 | Каїр              | Єгипет             | 0 – 0                   | Гана              | товариський матч                            | -    | Замінений        |
| 12-2-2003  | Каїр              | Єгипет             | 1 – 4                   | Данія             | товариський матч                            | -    | 71'              |
| 30-4-2003  | Сен-Дені          | Франція            | 5 – 0                   | Єгипет            | товариський матч                            | -    | 75'              |
| 8-6-2003   | Порт-Саїд         | Єгипет             | 7 – 0                   | Маврикій          | Відбір до Кубка африканських націй 2004     | 1    |                  |
| 20-6-2003  | Порт-Саїд         | Єгипет             | 6 – 0                   | Мадагаскар        | Відбір до Кубка африканських націй 2004     | -    |                  |
| 10-10-2003 | Каїр              | Єгипет             | 1 – 0                   | Сенегал           | товариський матч                            | -    | 64'              |
| 15-11-2003 | Каїр              | Єгипет             | 2 – 1                   | ПАР               | товариський матч                            | -    | 56'              |
| 18-11-2003 | Каїр              | Єгипет             | 1 – 0                   | Швеція            | товариський матч                            | -    | 73'              |
| 8-1-2004   | Порт-Саїд         | Єгипет             | 5 – 1                   | Руанда            | товариський матч                            | -    | 61'              |
| 14-1-2004  | Порт-Саїд         | Єгипет             | 2 – 2                   | ДР Конго          | товариський матч                            | -    | 70'              |
| 17-1-2004  | Порт-Саїд         | Єгипет             | 1 – 1                   | Буркіна-Фасо      | товариський матч                            | -    | 60'              |
| 25-1-2004  | Сфакс             | Зімбабве           | 1 – 2                   | Єгипет            | Кубок африканських націй 2004 - 1-й етап    | -    | 62'              |
| 29-1-2004  | Сус               | Алжир              | 2 – 1                   | Єгипет            | Кубок африканських націй 2004 - 1-й етап    | -    | 84'              |
| 24-5-2004  | Каїр              | Єгипет             | 2 – 0                   | Зімбабве          | товариський матч                            | -    | 46'              |
| 6-6-2004   | Омдурман          | Судан              | 0 – 3                   | Єгипет            | Відбір до ЧС 2006                           | -    | 63'              |
| 27-5-2005  | Ель-Кувейт        | Кувейт             | 0 – 1                   | Єгипет            | товариський матч                            | -    | 60'              |
| 5-6-2005   | Каїр              | Єгипет             | 6 – 1                   | Судан             | Відбір до ЧС 2006                           | -    | 75'              |
| Усього     |                   | Матчів             | 87                      |                   | Голів                                       | 16   |                  |

## Титули і досягнення
- Чемпіон Єгипту (3):

«Замалек»: 2000-2001, 2002-2003, 2003-2004
- Володар Кубка Єгипту (2):

«Замалек»: 2001-2002, 2007-2008
- Володар Суперкубка Єгипту (2):

«Замалек»: 2000-2001, 2001-2002
- Переможець Ліги чемпіонів КАФ (3):

«Замалек»: 1993, 1996, 2002
- Володар Суперкубка КАФ (2):

«Замалек»: 1994, 2003